# グリーンフィッシュ
『グリーンフィッシュ』（原題：초록물고기、英題：Green Fish）は、1997年公開の韓国映画。イ・チャンドン監督の長編デビュー作。青龍映画賞と百想芸術大賞において、それぞれ作品賞を受賞した。

## キャスト
- ハン・ソッキュ - キム・マクドン
- シム・ヘジン - ミエ
- ムン・ソングン - ペ・テゴン
- ミョン・ゲナム - キム・ヤンギル
- ソン・ガンホ - パンス
- ハン・ソンギュ - 2番目の兄[注 1]
- チョン・ジニョン - 3番目の兄

## 受賞とノミネート
| 賞                 | 部門               | 対象                        | 結果       |
| ------------------ | ------------------ | --------------------------- | ---------- |
| 第33回百想芸術大賞 | 作品賞             | 『グリーンフィッシュ』      | 受賞       |
| 第33回百想芸術大賞 | 最優秀演技賞（男） | ハン・ソッキュ              | 受賞       |
| 第33回百想芸術大賞 | 最優秀演技賞（女） | シム・ヘジン                | 受賞       |
| 第33回百想芸術大賞 | 脚本賞             | イ・チャンドン オ・スンウク | 受賞       |
| 第33回百想芸術大賞 | 新人監督賞         | イ・チャンドン              | 受賞       |
| 第35回大鐘賞       | 主演男優賞         | ハン・ソッキュ              | 受賞       |
| 第35回大鐘賞       | 主演女優賞         | シム・ヘジン                | 受賞       |
| 第35回大鐘賞       | 助演男優賞         | ムン・ソングン              | ノミネート |
| 第35回大鐘賞       | 脚本賞             | イ・チャンドン オ・スンウク | 受賞       |
| 第35回大鐘賞       | 音楽賞             | イ・ドンジュン              | 受賞       |
| 第35回大鐘賞       | 人気賞             | ハン・ソッキュ              | 受賞       |
| 第18回青龍映画賞   | 作品賞             | 『グリーンフィッシュ』      | 受賞       |
| 第18回青龍映画賞   | 監督賞             | イ・チャンドン              | 受賞       |
| 第18回青龍映画賞   | 主演男優賞         | ハン・ソッキュ              | 受賞       |
| 第18回青龍映画賞   | 技術賞（音楽）     | イ・ドンジュン              | 受賞       |
| 第18回青龍映画賞   | 人気スター賞       | ハン・ソッキュ              | 受賞       |